# Парасюк Остап Степанович
Остап Степанович Парасюк (20 грудня 1921, село Білка, нині Львівська область, Україна — 22 листопада 2007 Київ, Україна) — український і радянський фізик-теоретик, дійсний член АН УРСР (1958), академік АН УРСР (1964), фахівець у галузі квантової теорії поля і математичної фізики.

## Біографія
Остап Парасюк народився в с. Білка на Львівщині. Навчався у Перемишлянській гімназії та Львівському ліцеї, який закінчив 1939 року. З січня 1940 року — студент фізико-математичного факультету Львівського університету. В той час тут викладали світила європейської та світової математичної науки — С. Банах, А. Мазур, Г. Штайнгауз та інші. У 1941 р., коли німці окупували Львів, вимушений був перервати навчання через те, що німці закрили університет. У 1944 році, коли до Львова вступили радянські війська, був мобілізований до війська. Воював у складі 4-го Українського фронту. Травень 1945 р. Остап Парасюк зустрів під Прагою. За хоробрість у військових операціях отримав бойові нагороди.
Закінчив Львівський університет (1947). Доктор фізико-математичних наук (1955), професор (1957). 
У 1949–1966 роках працював в Інституті математики АН УРСР. 
З 1966 року — завідувач відділу Інституту теоретичної фізики АН УРСР. 
Одночасно в 1957–1973 роках — професор Київського університету. 
Академік АН УРСР (1964).

## Наукова діяльність
Основні дослідження в області квантової теорії поля і математичної фізики. Спільно з М. М. Боголюбовим обґрунтував обчислювальну процедуру квантової теорії поля (досліджував процедуру множення причинних функцій, регуляризацію розбіжних інтегралів, аналітичне продовження узагальнених функцій у квантовій теорії поля) (1955–1960), запропонував новий метод вивчення аналітичних властивостей амплітуди розсіяння (1962–1965), вирішив ряд пружно-пластичних завдань (1947–1949), визначив спектр потоку гороциклів на поверхнях від'ємної кривизни (1953).

## Педагогічна діяльність
Наукову та науково-організаційну роботу О. С. Парасюк нерозривно пов'язує з педагогічною діяльністю у Київському та Львівському університетах. Започаткував в Київському університеті імені Тараса Шевченка курсі лекцій «Вступ до квантової теорії поля».
Серед учнів Остапа Степановича — 5 докторів та понад 20 кандидатів наук.

## Нагороди
- Орден Трудового Червоного прапора (1971 та 1981 рр.)
- Премія НАН України імені М. М. Крилова (1982 р.)
- Заслужений діяч науки і техніки України (1992 р.)
- Премія НАН України імені М. М. Боголюбова (1996 р.)
- Орден Вітчизняної війни (1995 р.).